# Martin Procházka (fotbalista)
Martin Procházka (* 15. srpna 1969) je bývalý český fotbalista, útočník.

## Fotbalová kariéra
Hrál za SK Slavia Praha, SKP Fomei Hradec Králové a FK Jablonec. V Poháru vítězů pohárů nastoupil ve 2 utkáních a dal 2 góly. Hrál na mistrovství světa do 20 let v roce 1989 pod vedením Václava Ježka.